# Il gigante (singolo)
Il gigante è un singolo dei Rio in duetto con Fiorella Mannoia. È stato pubblicato il 21 aprile 2009; è disponibile anche una versione con l'intro dell'attore Paolo Rossi. si tratta del singolo apripista dell'album Il sognatore dei Rio. Scritto da Marco Ligabue e Fabio Mora, entra in rotazione nel Giorno della Terra scelta voluta in quanto il brano si propone di aiutare il pianeta schiacciato dal peso del “Gigante”, che rappresenta il tempo moderno che non si cura di nulla in nome degli interessi economici.

## Tracce
Download digitale
1. Il gigante – 3:06 (Marco Ligabue e Fabio Mora)
2. Il gigante – 3:54 (Marco Ligabue e Fabio Mora) – (con intro di Paolo Rossi)

## Successo commerciale
Il singolo debutta al 19º posto per poi uscire dalla top 20 la settimana successiva. In terza settimana occupa l'11º posto, posizione massima raggiunta dal singolo, a un mese dalla pubblicazione occupa il 18º posto; ultima posizione in classifica prima dell'uscita definitiva.

## Classifiche
| Paese  | Posizione raggiunta |
| ------ | ------------------- |
| Italia | 11                  |